# Центральний банк Китайської Республіки
Центральний банк Китайської Республіки (кит.: 中華民國中央銀行; англ. Central Bank of the Republic of China (Taiwan)) — центральний банк держави Китайська Республіка. Центральний банк знаходиться у віданні Виконавчого юаня уряду Республіки Китай.
Золотовалютні резерви ЦБ Китайської Республіки (Тайвань) (станом на 5 листопада 2018) - 460 мільярдів$

## Історія
1923 року в Кантоні створено державний Центральний банк Китаю. У період роботи на материкової частині Китаю (1923—1949 роках) банк входив до «великої четвірки» банків разом з Банком Китаю, Селянським банком Китаю та Банком комунікацій.
У грудні 1949 року банк евакуйований у Тайбей, на острів Тайвань, відновив роботу тільки у липні 1961 року.
У 2000 році англійську назву банку змінено на «Central Bank of the Republic of China (Taiwan)».